# Melus af Bari
Melus af Bari, også omtalt som Milus, Meles og Melo (født i Bari ca. 970 – død i Bamberg 23. april 1020), var en lombardisk adelsmand, der havde ambitioner om at få sit eget fyrstedømme i Syditalien. Han lovede i 1016 normannerne en rig belønning for at komme til Italien som lejesoldater, og det første store hold ankom i 1017.

## Oprør mod detByzantiske rige
Melus og hans svoger Dattus anstiftede deres første oprør i 1009. Befolkningen var utilfreds med skatterne, og det lykkedes Melus at få indbyggerne i den byzantiske hovedby Bari med sig sammen med byerne Trani og Bitonti i Apulien. Den byzantiske guvernør (catapan) Giovanni Curcuas blev slået i to slag, og da den byzantiske kejser Basileus 2. så ud til at være optaget af kampe mod bulgarerne på Balkan, så det lyst ud for oprørerne. Men Basileus handlede hurtigt. Han udnævnte en ny catapan, Basil Mesardonites, der i spidsen for en stor hær generobrede Bari den 11. juni 1011. Melus flygtede til Guimar 3. af Salerno, og Dattus fik asyl hos munkene i benediktinerklostret i Monte Cassino. Pave Benedikt 8. sørgede for, at han senere fik tildelt et fæstningstårn ved Garigliano-floden. Melus' familie slap ikke væk, og den blev ført til Konstantinopel.
Melus havde ikke mistet modet, og i 1016 henvendte han sig til nogle normanniske pilgrimme, der besøgte St. Michaels grav på Gargano-halvøen i Apulien. Normannerne blev opfordret til at hverve lejetropper i Normandiet mod løfter om ære og stort bytte. I 1017 ankom en normannisk styrke, der blandt andet omfattede fem brødre af Drengot-slægten, der havde god grund til at forlade Normandiet, fordi Osmond Drengot var blevet landsforvist. I Capua sluttede normannerne sig til Melus' lombardiske tropper, og hæren marcherede ind i Apulien. I maj 1017 overvandt de ved Fortore-floden den byzantiske catapan Leo Tornikios Kontoleons tropper, og i september havde de erobret hele området mellem Fortore og Trani.
I oktober gik det galt. Kejser Basileus 2. havde igen handlet hurtigt, og en ny hær under en ny catapan Basil Boioannes blev sendt til Apulien. I slaget ved Cannae blev de normanniske og lombardiske styrker knust, og Melus måtte flygte, fulgt af Rudolph Drengot. Melus tog i første omgang til Pavestaten, mens svogeren Dattus måtte tilbage til sit tårn ved Garigliano.

## I tysk-romersk tjeneste
Melus søgte støtte hos den tysk-romerske kejser og rejste til hans hof i Bamberg. I museet ved byens domkirke findes en kostbar kappe, som menes at være en gave fra Melus til kejseren. Kejser Henrik 2. den Hellige fattede interesse for Melus' planer om en udvidet tysk-romersk indflydelse i Syditalien, og han gjorde Melus til hertug af Apulien. Titlen var dog uden værdi, da Apulien var på byzantiske hænder. Melus døde i foråret 1020, netop som pave Benedikt 8. var kommet til Bamberg for bl.a. at diskutere situationen i Syditalien. Som tegn på sin status ved kejserhoffet fik Melus en fornem begravelse i Bambergs domkirke.
Melus' søn Argyrus forsøgte efter sin løsladelse fra fangenskab i Konstantinopel at føre den lombardiske sag i Apulien videre, men i sidste ende blev det normannerne, der drev byzantinerne ud af området, hvorefter de selv overtog det.